# Tillandsia ghiesbreghtii
Tillandsia ghiesbreghtii är en gräsväxtart som beskrevs av John Gilbert Baker. Tillandsia ghiesbreghtii ingår i släktet Tillandsia och familjen Bromeliaceae. Inga underarter finns listade i Catalogue of Life.